# Convertible (Band)
Convertible ist eine österreichisch-deutsche Band. Im Jahr 2008 war die Band für den FM4 Award, der im Rahmen der Amadeus Austrian Music Award verliehen wird, nominiert.

## Diskografie
Alben
- 2004: Convertible (Universal Music Group)
- 2006: Frailty of Win - Strength of Defeat (monkey Music / Universal Music Group)
- 2007: Convertible3 (monkey Music)
- 2010: ALH84001
- 2013: The Growing of Things (Konkord)
- 2018: Holst Gate (Noise Appeal Records)
- 2020: Holst Gate II (Noise Appeal Records)

Singles
- 2003: Your Pull Is Gone (Universal Music Group)
- 2005: Transitory (monkey Music)
- 2018: Final Call (Noise Appeal Records)
- 2020: Not a Cloud (Noise Appeal Records)